# Brother Ali
Ali Douglas Newman de Madison, Wisconsin, mais conhecido pelo seu nome artístico Brother Ali, é um rapper, cantor e compositor americano. Ele é membro do coletivo de MCs e artistas Rhymesayers.

## Biografia
Brother Ali nasceu em Madison, Wisconsin. Ele tem albinismo, uma condição caracterizada pela ausência total ou parcial de pigmento na pele, cabelo e olhos. Mudou-se com a família para Michigan por alguns anos e, em seguida, estabeleceu-se em Minneapolis, Minnesota, em 1992. Frequentou a Robbinsdale Cooper High School em New Hope, Minnesota. Ali é caucasiano (branco americano), mas relatou sentir-se mais aceito pelos colegas negros do que pelos brancos: "Não é que as crianças negras não zombassem de mim, mas era diferente. Não era feito de forma a me excluir. Não era feito para me fazer sentir que eu não era nem um ser humano, nem uma pessoa." Ele conseguia se identificar com eles, pois também eram julgados pela cor da pele. Ali começou a fazer rap aos oito anos de idade. Ele afirmou ter sido influenciado pela cultura hip-hop muito cedo. Em uma entrevista para a revista Huck, declarou: "Desde que eu era criança, sempre estive ligado ao hip-hop. Comecei a fazer beatbox quando tinha cerca de sete anos. Eventualmente, isso me levou a me apaixonar pelas palavras." Ele citou Rakim, Chuck D e KRS-One como influências iniciais.
Em 13 de agosto de 2007, Brother Ali apareceu no programa The Late Late Show e apresentou o single "Uncle Sam Goddamn", do álbum The Undisputed Truth. Em 19 de outubro de 2007, Ali se apresentou no Late Night with Conan O'Brien, interpretando "Take Me Home", também do álbum The Undisputed Truth. Já em 16 de dezembro de 2009, participou do programa Late Night with Jimmy Fallon, sendo acompanhado pela banda do programa, The Roots. Em 2000, Brother Ali participou do Scribble Jam, tendo um desempenho satisfatório nas batalhas de MCs, dessa forma ganhando de Unseen e do Eyedea. Porém, Ali acabou perdendo do Sage Francis na semi-final da batalha. Em 24 de julho de 2013, Brother Ali participou do podcast da Maximum Fun, Judge John Hodgman, como “Testemunha Especialista”. Em 4 de abril de 2017, apareceu no The Combat Jack Show no episódio intitulado “The Brother Ali Episode” e, em 19 de outubro de 2017, esteve no podcast da BuzzFeed See Something Say Something. Em 5 de abril de 2018, participou do podcast Heat Rocks, da rede Max Fun. Em 1º de janeiro de 2023, Brother Ali apareceu no podcast The Duncan Trussell Family Hour. Ali também apareceu no documentário de Sacha Jenkins, Word is Bond, lançado em 2018.

## Discografia

### Álbuns
- 2000: Rites of Passage
- 2003: Shadows on the Sun
- 2007: The Undisputed Truth
- 2009: Us
- 2012: Mourning in America and Dreaming in Color
- 2017: All the Beauty in This Whole Life
- 2019: Secrets & Escapes
- 2021: Brother Minutester, Vol 1
- 2024: Love & Service
- 2025: Satisfied Soul

### Mixtapes
- 2007: Off the Record com BK-One
- 2013: Left in the Deck

### EPs
- 2004: Champion EP
- 2009: The Truth Is Here
- 2012: The Bite Marked Heart
- 2021: Brother Minutester, Vol. 1
- 2024: Satisfied Soul EP com Ant do Atmosphere

### Participações
| Título                 | Ano  | Outros Artistas                          | Álbum                                            |
| ---------------------- | ---- | ---------------------------------------- | ------------------------------------------------ |
| "Without My Existence" | 2000 | Unknown Prophets                         | World Premier                                    |
| "What Time Is It?"     | 2002 | Musab                                    | Respect the Life                                 |
| "Cats Van Bags"        | 2003 | Atmosphere                               | Seven's Travels                                  |
| "The Truth"            | 2008 | Jake One, Freeway                        | White Van Music                                  |
| "Dreamin'"             | 2009 | Gift of Gab, Del the Funky Homosapien    | Escape 2 Mars                                    |
| "Caged Bird, Pt. 1"    | 2009 | Zion I                                   | The Take Over                                    |
| "So Wrong"             | 2010 | Joell Ortiz, Talib Kweli, Jean Grae      | Me, Myself & I (Part Two)                        |
| "Damn Right"           | 2011 | Statik Selektah, Joell Ortiz             | Population Control                               |
| "Maybe It's Just Me"   | 2011 | Classified                               | Handshakes and Middle Fingers                    |
| "Civil War"            | 2011 | Immortal Technique, Killer Mike, Chuck D | The Martyr                                       |
| "Daughter"             | 2011 | Prof                                     | King Gampo                                       |
| "Tragic"               | 2011 | Grieves                                  | Together/Apart                                   |
| "Get Up Stand Up"      | 2012 | Public Enemy                             | Most of My Heroes Still Don't Appear on No Stamp |
| "The Dangerous Three"  | 2013 | R.A. the Rugged Man, Masta Ace           | Legends Never Die                                |
| "Illuminotme"          | 2013 | Bambu, Odessa Kane                       | Sun of a Gun                                     |
| "A Reason to Breathe"  | 2013 | Yonas                                    | The Transition                                   |
| "Live and Let Go"      | 2014 | Hilltop Hoods                            | Walking Under Stars                              |
| "The Solution"         | 2015 | Abstract Rule, Slug                      | Keep the Feel: A Legacy of Hip-Hop and Soul      |
| "Understand"           | 2015 | Talib Kweli, 9th Wonder, Planet Asia     | Indie 500                                        |
| "DeLorean"             | 2021 | The Elovaters, G. Love & Special Sauce   | DeLorean EP                                      |